# 加拉羅克 (阿肯色州)
加拉羅克（英語：Galla Rock）是位於美國阿肯色州波普縣的一個非建制地區。該地的面積和人口皆未知。

## 地理
加拉羅克的座標為35°10′40″N 92°58′11″W / 35.17778°N 92.96972°W，而該地的平均海拔高度為97米（即318英尺）。